# Dicladispa madegassa
Dicladispa madegassa es una especie de insecto coleóptero de la familia Chrysomelidae.
Fue descrita científicamente en 1932 por Maurice Pic.